# فؤاد بوروك
فؤاد بوروك (بالتركية: Fuat Buruk)‏ هو لاعب كرة قدم تركي في مركز الوسط، ولد في 23 فبراير 1965 في إسطنبول في تركيا. لعب مع قونية سبور.

## وصلات خارجية
- فؤاد بوروك على موقع اتحاد تركيا (لاعب) (الإنجليزية)
- فؤاد بوروك على موقع اتحاد تركيا (مدرب) (الإنجليزية)
- فؤاد بوروك على موقع قاعدة بيانات كرة القدم.إي يو (الإنجليزية)